# Shan (ètnia)

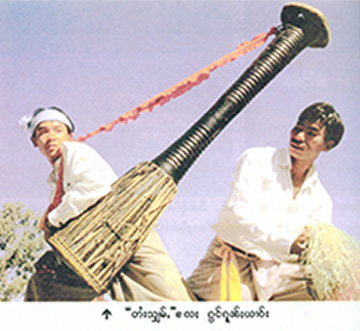
Instrument musical shan

Els shan són un dels pobles del grup etnolinguístic dels tais. Els shan són, com tots els pobles tai, majoritàriament budistes. Parlen l'idioma shan, una llengua tai, de la família de llengües tai-kadai.

## Característiques
El poble shan viu principalment a l'estat Shan, Myanmar, a on forma el grup ètnic minoritari més gran. Hi ha també minories shan a altres estats de la zona com Tailàndia, Xina, Cambodja, Laos i el Vietnam, ans que en menor mesura. El poble dels antics Estats Shan de Myanmar (ara Estat Shan) té una monarquia ancestral representada per un príncep que viu a l'exili. Viuen en un estat de guerra civil quasi permanent imposat pel govern de Myanmar o Birmània des dels anys 1950.

### Grups
Tot i que hi ha altres subgrups, el poble shan es pot dividir en quatre grups principals: 
- Els Tai Yai o "Shans genuïns", la gran majoria dels shans.
- Els Tai Khuen, una branca dels Tai Yai que constitueixen una gran part dels Tais de Kengtung
- Els Tai Lue, que viuen a Sipsong Panna (Xina)[2] i als estats de l'est
- Els Tai Neua, que viuen principalment a Dehong (Xina)